# 下定雅弘
下定 雅弘（しもさだ まさひろ、1947年 - ）は、日本の古典中国文学者（漢文学者）で、岡山大学名誉教授、同大学北京事務所長。
大阪府大阪市出身。京都大学大学院中退、鹿児島大学助教授、帝塚山学院大学助教授、教授を経て、2004年に岡山大学社会文化科学研究科教授。2012年定年退任、名誉教授。2013年北京事務所長。
1999年「白氏文集を読む」で京都大学文学博士。六朝・唐代の詩人研究、特に白楽天を専門とする。

## 著作
- 『白氏文集を読む』 勉誠社 1996
- 『白楽天の愉悦 生きる叡智の輝き』 勉誠出版 2006
- 『柳宗元 逆境を生きぬいた美しき魂』 勉誠出版 2009
- 『長恨歌　楊貴妃の魅力と魔力』 勉誠出版 2011
- 『陶淵明と白楽天　生きる喜びをうたい続けた詩人』 角川選書 2012
- 『白居易と柳宗元　混迷の世に生の讃歌を』 岩波現代全書 2015
- 『中国古典をどう読むか　規範からの逸脱、規範への回帰』 勉誠出版 2023
- 『中国の名作をどう読むか　真の主題を見極める』 勉誠出版 2025

### 編著・訳書
- 『六朝・唐代の知識人と洛陽文化』 2010。岡山大学文学部プロジェクト研究報告書
- 『白楽天　ビギナーズ・クラシックス 中国の古典』 角川ソフィア文庫 2010。53編を訳・解説
- 『柳宗元詩選』 岩波文庫 2011。編訳・解説
- 『精選 漢詩集―生きる喜びの歌』 ちくま新書 2014。70首を編・解説
- 『杜甫 全詩訳注』 講談社学術文庫（全4巻）、2016。松原朗と編者代表。
- 『朝鮮漢詩古今名作選』 勉誠出版 2019。豊福健二共編著